# شينوسوكي إوجاساوارا
شينوسوكي اوجاساوارا (باليابانية : 小笠原 慎之介 ينطق باليابانية : أوجاساوالا شينوسوكي) من مواليد 8 أكتوبر عام 1997 و هو من مدينة فوجيساوا بمحافظة كاناغاوا اليابانية هو لاعب بيسبول ياباني محترف. انه يلعب كرامِ لصالح فريق تشونيتشي دراجونز .

## روابط خارجية
- شينوسوكي إوجاساوارا على موقع الدوري الياباني لكرة القاعدة (الإنجليزية)
- شينوسوكي إوجاساوارا على موقعبيزبول رفرنس.كوم (الدوري الثانوي) (الإنجليزية)